# Андрей Радов
Андре́й Ива́нович Ра́дов — персонаж комиксов издательства Bubble Comics, главный герой серий комиксов «Инок» и «Мироходцы». Играл ключевую роль в сюжетных арках-кроссоверах серий вселенной Bubble — «Инок против Бесобоя», «Время Ворона», «Охота на ведьм» и «Крестовый поход». Разработали персонажа Артём Габрелянов, Евгений Федотов и Алексей Гравицкий, а его дизайном занялся художник Артём Бизяев.
Андрей Радов — член древнего рода Радовых, хранителей креста, которым крестили Русь, а инкрустированные в него камни Силы наделяют обладателя сверхъестественными силами. Получив крест в наследство от деда, Андрей продаёт его, чтобы купить дорогую машину, но попадает на ней в аварию. Впав в кому, он встречает призрак дедушки, который укоряет внука за продажу семейной реликвии, и теперь Андрей вынужден путешествовать во времени, чтобы вселяться в своих предков и вернуть себе камни из креста. Отнять у Андрея крест стремится некий чернокнижник, известный как «Магистр», которому Андрей противостоит в разные эпохи. Впоследствии, вернувшись в своё время, Андрей вынужден отправиться в путешествие между мирами и стать мироходцем.
Персонаж получил положительные отзывы со стороны критиков. Было отмечено, что в комиксе хорошо продемонстрировано его развитие из эгоистичного молодого человека в ответственного и заботливого защитника Многомирья, и, кроме того, что персонажу легко сопереживать из-за его неидеальности и человечности.

## Описание персонажа
Андрей Радов — высокий и мускулистый мужчина со светлыми волосами. В первой сюжетной арке комикса «Инок», «Проданная реликвия», он зачастую появляется в монашеском одеянии, а с собой носит рипиду с заострёнными краями и меч в качестве оружия. Со временем, в начале комикса «Мироходцы», он сбривает бороду, и начинает носить за спиной два меча. В сюжете «Лицом к лицу» «Мироходцев» Радов теряет руку, вместо которой ему вживляют один из его мечей, Яру. В конце «Мироходцев» и сюжете-кроссовере «Крестовый поход» Андрей вновь носит бороду.

### Характер
В начале комикса «Инок» Андрей Радов был представителем «золотой молодёжи», недалёким повесой, эгоистичным, легкомысленным, однако с течением хода сюжета морально взрослеет, становится серьёзнее, ответственнее, мужественнее. Окончательно свой характер Андрей меняет со смертью своей девушки, Ксении Алёхиной, в сюжете-кроссовере «Инок против Бесобоя», и тогда же он начинает больше заботиться об окружающих. В «Мироходцах» Андрей начинает носить с собой плеер, в котором постоянно звучит классика русского рока. Когда Андрей получает от Кощея меч Яру, который обладает собственной волей и способен давать огромную силу, тот начинает медленно отравлять Андрею разум. Окончательно ломает Андрея смерть возрождённой Ксюши, к тому времени ставшей ему женой, из-за чего он сходит с ума и устраивает геноцид всех, кто так или иначе связан с магией, нападая даже на тех, кто раньше был ему союзником, но, когда он осознаёт, что был неправ, уже поздно.

### Сила и способности
В «Иноке» Андрей Радов владеет крестом рода Радовых, который инкрустирован камнями Силы. Каждый из камней Силы даёт своему обладателю какую-либо сверхъестественную способность. В кресте есть следующие камни Силы:
- Алмаз праведника — позволяет приумножать предметы[1].
- Изумруд отступника — позволяет испепелять цель.
- Рубин Шахримана — позволяет наносить урон нечисти и разрушать иллюзии.
- Шпинели однорукого бога — позволяют владельцу обратить его ярость против врагов.
- Яхонт демиурга — даёт способность к телепортации[1].
- Жемчужины Кроноса — дают способность путешествовать во времени и вмешиваться в ход истории.

В сюжете «Инок против Бесобоя» Андрей, чтобы получить силу для убийства Бесобоя, получает таблетку, которая даёт ему большую физическую силу и способность к быстрому заживлению ран. Помимо этого, он владеет мечом и рипидой, заточенной с краёв, которую можно использовать в качестве алебарды. Кроме того, Андрей получает меч, некогда принадлежавший его деду. После битвы с Кутхом Андрей остаётся без креста, поскольку его сломал и забрал все камни Магистр, и, кроме того, он лишает его сил таблетки, в результате чего Андрей фактически остаётся без сверхъестественных способностей. В конце «Инока» Кощей даёт Андрею свой меч, Яру, обладающую огромной разрушительной силой, и это единственное оружие, способное убивать богов. Яра обладает собственной волей и внушает Андрею жажду убийства, медленно сводя его с ума, и это только усугубляется, когда Андрей теряет руку, и безумный ангел Азазель делает ему протез из Яры. Впоследствии Яру Андрей использует, чтобы уничтожить Многомирье.

## Появления

### Инок

Андрей Радов, как он предстаёт в сюжете «Проданная реликвия». Художник: Артём Бизяев

Комикс «Инок» начинается с того, что Радов сдаёт ломбардщику крест, доставшийся ему от деда, чтобы купить дорогую спортивную машину и произвести впечатление на свою девушку, Ксению Алёхину. Впоследствии Радов и его старший брат Игорь на этой машине попадают в аварию, которую подстроил ломбардщик. Андрей попадает в кому, и, пока его тело находится на больничной койке, его душа встречает деда. Радов-старший ругает нерадивого внука за то, что тот продал крест — это была семейная реликвия рода Радовых, оберегавших Русь, а Андрей должен был его унаследовать и стать на место своего деда. Чтобы вернуть крест, Радов должен отправиться в путешествие во времени по разным эпохам истории России, и, вселяясь в своих предков, заново отвоевать камни Силы, которыми был инкрустирован крест. В каждую эпоху Андрей противостоит Магистру, тому самому ломбардщику, цель которого завладеть крестом. Собрав все камни, Андрей возвращается в своё время и сразу же решает выкупить обратно свой крест, однако Магистр убеждает Андрея, что в смерти его деда повинен Бесобой. Андрей хочет отомстить Бесобою за деда, но узнаёт, что Магистр обманул его, а Бесобой не виноват. Вместе Инок и Бесобой мешают Магистру воскресить Генрикуса Инститора, но девушка Андрея, Ксюша, случайно погибает от его руки. В результате Андрей впадает в отчаяние, разочаровывается в своём призвании как Инока и хоронит крест вместе со своей девушкой.
В очередной раз посещая могилу Ксюши, Андрей встречает незнакомца в волчьей шкуре, который выкопал из могилы её труп и хочет украсть крест. Незнакомец — путешественник между мирами по имени Серый Волк — убегает в портал, а Андрей бежит за ним с телом Ксюши в руках, и оказывается в другом мире. Андрей переносится в мир, где люди страдают от проклятья, превращающего их в зверей, однако с помощью Серого Волка ему удаётся его снять. Владыка, мироходец, который охотится за Волком, обещает воскресить Ксюшу в обмен на помощь в его поимке, и Андрей даёт согласие. После этого он отправляется с ним в путешествие по мирам Многомирья.
Вместе с Владыкой Андрей спасает мир республику Громовницу от чудовища-горанчи, посланной Кощеем, а затем отправляется в Навь, мир мёртвых, чтобы вызволить душу Ксюши. В обмен на возвращение Ксюши Андрею приходится отдать Яге, хозяйке Нави, один из камней Силы из своего креста. На выходе из Нави, на Калиновом мосту, Андрей и Ксюша встречают птицу Сюту — та может дать Андрею живую воду, необходимую для полного воскрешения Ксюши, если тот её освободит. Чтобы раздобыть воду, Андрей, Ксюша и Сюта, которая оказывается Василисой Премудрой, отправляются в мир, где правит некий Монарх, подданные которого страдают от болезней и ускоренного старения, а живую воду, способную их исцелить, Монарх им не даёт — источник живой воды иссяк, а живая вода сменилась мёртвой. Встретившись с Серым Волком, Инок решает украсть у него воду, заручившись его поддержкой, но внезапно появляется Чёрный Пёс, персонаж из комикса «Бесобой», и заставляет Андрея вернуться в свой родной мир, оказавшийся в смертельной опасности — ему грозит бог-ворон Кутх. В ходе противостояния Кутху Магистр лишает Андрея силы таблетки и ломает его крест, забирая камни Силы.
После битвы с Кутхом Василиса приводит Андрея, Ксюшу и Волка в Эдем, мир, которым правит Кощей. Затем Василиса отводит Андрея и Ксюшу в мир, где Ксюша должна пройти ряд испытаний, чтобы окончательно стать живой и обрести бессмертие, в случае неудачи она попадёт в рабство к духам природы. Духи высоко оценивают Ксюшу и превращают её в бессмертную дриаду. Прибыв назад к Кощею, Андрей и Ксюша вместе с Волком отправляются в путешествие по мирам по поручению Кощея защищать миры. Андрей, Волк и Ксюша попадают в мир, который оказался сном мальчика по имени Денис, и одолевают захватившего этот мир бога Катилу, тем самым пробуждая мальчика.
Впоследствии Радов с его товарищами узнаёт о прошлом Кощея, после чего тот предлагает им стать защитниками Многомирья от богов. Андрей даёт согласие, после чего Кощей дарит Андрею свою рапиру. Андрей возвращается на Землю, чтобы примириться со своей матерью, которая поссорилась с дедом Андрея и эмигрировала в США. В Нью-Йорке он её находит и знакомится со своей единоутробной сестрой Андреа, а затем просит у матери благословение на свадьбу с Ксюшей. На свадьбу приходит и Магистр — он поздравляет Андрея со свадьбой и возвращает ему меч, который он потерял в битве с Кутхом. Магистр предлагает Андрею забыть старые обиды, говорит о намерении стать владыкой Земли и выдвигает ультиматум: Андрей покидает Землю, но если вернётся, то Магистр наведается к его семье. В итоге Андрей, Ксения и Волк вновь отправляются в Многомирье..

### Мироходцы
Сразу после событий «Инока» Андрей вместе с Волком и Ксюшей продолжает борьбу против богов Многомирья, которые угрожают безопасности Земли. Герои узнают о том, что кто-то пытается создать «Пантеон» — объединение богов, целью которых является уничтожение Эдема и завоевание Земли для пробуждения Спящего — космической сущности, которая является источником магии и способна погубить Землю. Преследуя «Пантеон», Андрей получает новых спутников — чародейку Диану де Маридор и Луну, принцессу мира Минамикадзе.
В процессе Магистр обнаруживает, что Волк своими действиями нарушил защиту Земли, которую он считает сферой исключительно своих интересов. Магистр обращается к Василисе, чтобы взять в подчинение команду Мироходцев, среди которых и Андрей, и каждому из них надевает взрывоопасный ошейник. Диана уговаривает Магистра дать ей возглавить отряд мироходцев, чтобы добраться до могилы Танатоса. Могила Танатоса расположена на дне моря. Над ним висит летающий остров с жителями, которых Марс и его подручная богиня Кето собираются принести в жертву, чтобы воскресить Танатоса. В ходе боя с Марсом Андрей теряет руку, но положение спасает Магистр, который затем относит тяжело раненого Андрея к безумному ангелу Азазелю. Азазель делает ему протез из Яры.
Когда в Андрея вживили Яру, та стала сильнее влиять на его разум и внушать ему жажду убийства всех, кто как-либо связан с магией, хотя Андрей и сопротивляется. Продолжая борьбу с богами, герои выясняют, что Пантеон создавался по определённым принципам — эта организация, которую возглавляет богиня Кали, состоит исключительно из богов смерти. Чтобы стать сильнее, они не щадят ни простых смертных, ни даже других богов вроде Марса или Кето, и используют их в своих целях лишь чтобы потом убить. Андрей находит Пантеон в мире республики Громовница, жители которой пытаются сопротивляться, и где боги смерти строят себе капище. Несмотря на победу, героев ждёт неприятное известие — свои основные силы Пантеон бросил на Эдем.
Причиной для вторжения богов стало отсутствие у Кощея его рапиры Яры, которая помогала ему с лёгкостью убивать богов. На подмогу Кощею и Василисе прибывают мироходцы. В ходе боя Волк похищает Василису, а Ксюша сражается с Кали, но та вселяется в неё. Появляется незнакомец в плаще, который оказывается Магистром и убивает Ксюшу по её же просьбе, чтобы покончить с Кали. Смерть Ксюши происходит на глазах у Андрея.

### Крестовый поход
После битвы Андрей понимает, что Волк намеренно впустил богов в Эдем, чтобы, воспользовавшись суматохой, похитить Василису, свою возлюбленную, от Кощея. Придя к выводу, что магия виновата во всех его злоключениях, Андрей убивает Кощея и Диану, а затем Яра, освободившись от влияния Кощея, предлагает ему уничтожить Многомирье со всеми богами, чтобы они больше никогда не угрожали Земле. После этого Радов отправляется на Землю, чтобы начать свой «крестовый поход» по уничтожению магии и всех, кто с ней связан, а в конце он планирует убить самого Магистра. Сначала Андрей устраивает бойню «оперённых» — людей, получивших сверхспособности от бога-ворона Кутха — в крепости Асулбург в Антарктиде, противостоя Нике Чайкиной и Мико ван дер Хольт. После этого он возвращается в Москву и находит там сборище оперённых, которым дал кров Булат Гаджиев, ученик Магистра, ставший новым Магистром. После этого он встречает МЧК во главе с Феликсом Дзержинским, которые намерены его остановить. Поскольку МЧК созданы дедом Радова, который пожертвовал своей кровью, Андрей подчиняет всё МЧК своей воле. Проникнув в сознание Дзержинского, Радов встречает своего деда, который корит его за всё, что он натворил, но Радов отвергает его.
С Андреем на связь выходит Бесобой, чтобы его переубедить, но попытка оканчивается провалом. Андрей и Яра прибывают в Собор непорочного зачатия пресвятой девы Марии — место, где в первый раз погибла Ксюша — и здесь же Андрей намерен всё закончить. Он берёт всех посетителей храма в заложники, чтобы привлечь внимание настоящего Магистра и заманить его в храм, но делу мешают оперённые Гаджиева, а также наёмники Августа ван дер Хольта и отряд Ники Чайкиной. Настоящий Магистр всё-таки появляется и приводит в храм Василису — выясняется, что Яра когда-то была частью силы Василисы, которую отделил от неё Кощей, чтобы Василиса в гневе не уничтожила весь мир. Яра вырывается из-под контроля Радова и сливается с Василисой, но её останавливает Бесобой, захватив её силу. Схватка Бесобоя и Яры пробуждает Спящего, в результате чего место Спящего занимает уже Магистр — это и было изначальной целью его давнего плана, он хотел получить силу Спящего, чтобы перестроить мир и сделать из него идеальный, но на деле весь мир, который создал новый Спящий, оказался всего лишь его сном. Андрей, выйдя из-под влияния Яры и осознав, что натворил, провоцирует Бесобоя убить его, не будучи в силах себя простить за содеянное.

## История создания
«Инок» был одним из четырёх первых линеек супергеройских комиксов издательства Bubble Comics, которые оно выпустило после провала своего сатирического журнала. По словам основателя издательства Артёма Габрелянова, изначально он задумал образ парня — путешественника во времени, собирающего некие артефакты-реликвии, которые оберегают Россию, а другой сценарист, Евгений Федотов, предложил образ православного монаха с крестом, инкрустированным магическими камнями. Габрелянов описывал свою изначальную идею персонажа как некоего «попаданца наоборот», то есть в отличие от обычных персонажей-попаданцев, герой должен был путешествовать во времени вполне осознанно, но, тем не менее, это всё равно должно было тяготить его. Образ монаха был обусловлен тем, что во все исторические времена внешний вид духовенства сохранялся более-менее одним и тем же, и потому легко вписывался в любую эпоху.
Внешность Радова разработал художник Артём Бизяев. В его ранних набросках Радов имел более субтильное телосложение, и, по словам Габрелянова, напоминал больше мага, чем воина, поэтому Бизяев сделал Радова более массивным и внушительным. В качестве оружия он дал ему меч и рипиду с заточенными краями, которую можно было бы использовать в качестве алебарды. Бизяев утверждает, что, по его задумке, рипида способна убивать демонов, а на наручах у Инока выгравированы цитаты из Священного писания, служащие оберегом от нечисти. После сюжета «Инок против Бесобоя» внешний вид Андрея, как и его характер, претерпел значительные изменения, а дизайн персонажа обыгрывает крест — реликвию Радовых.
Когда на смену «Иноку» в рамках инициативы «Второе дыхание» пришли «Мироходцы», окончательно изменился и сам Андрей. Он потерял большинство своих черт из оригинального комикса, в частности, художник Иван Елясов убрал ему бороду, которая выделяла Инока среди прочих героев Bubble и добавляла персонажу маскулинности. Требовалось сохранить персонажу маскулинность даже без бороды, потому Елясов брал за образец внешность реальных актёров, в частности, Скотта Иствуда. Манера Андрея носить за спиной два меча вдохновлена как образом японских самураев, так и ведьмака Геральта из Ривии из одноимённой серии игр. В подкасте сайта «Мир фантастики» Габрелянов, обсуждая потенциальную экранизацию дальнейших комиксов Bubble, упоминал, что при возможной адаптации истории Андрея Радова элементы персонажа, связывающие его с православием, скорее всего, будут исключены, соответственно, экранизация больше будет похожа на «Мироходцев», чем на «Инока».

## Отзывы и критика
Персонаж получил в основном положительные отзывы. ComicsBoom назвал Андрея достаточно живым, неидеальным персонажем, к которому читатель легко проникается сочувствием. Обозревая начало «Инока», сайт GeekFan обругал Радова за раздражающий характер и его ярко выраженные эгоцентризм и недалёкость, однако после событий «Инока против Бесобоя» рецензент поменял своё мнение, выделив то, что проработка персонажа стала намного более глубокой, а сам он стал намного приятнее и интереснее. Алексей Ионов в сайта DTF назвал Андрея Радова одним из самых недооценённых персонажей комиксов издательства Bubble, и также отметил хорошо показанное развитие и изменение персонажа в ходе сюжета. Денис Варков с портала «Канобу» также отмечал, что персонаж получил глубину не сразу — переломным моментом для персонажа стал сюжет «Инок против Бесобоя», после которого характер персонажа стал намного интереснее.
Алексей Замский (Ларош) на сайте Spidermedia, анализируя все изданные на то время выпуски «Инока», через два года после начала его выхода отметил, что внешний вид Инока выделяется среди супергероев Bubble: если майор Гром, Красная Фурия или Бесобой явно наследуют свой образ у персонажей западных комиксов и кино, то Инок «во-первых, иконичен — то есть полностью объяснялся через внешний образ; а во-вторых, уникален для нашей культуры, невоспроизводим в другой стране», при этом он отметил, что образ Инока не использован в полной мере — Андрей постоянно использует только часть своих камней Силы, и то — исключительно в бою, также из-за отсутствия христианской подоплёки сюжета от «Инока» остаётся исключительно название, при этом Замский отмечал, что то, что делали с персонажем после кроссовера «Инок против Бесобоя», в перспективе может пойти развитию истории комикса на пользу. В это же время Евгению Еронину (Redson), другому обозревателю, показалось, что Андрею не хватает инициативности — он ведом по сюжету и мало принимает самостоятельных решений. По мнению Еронина, такое могло бы компенсировать постоянное наличие напарников, которых как раз в тот момент авторы начинали вводить в сюжет.
В статье Руслана Саудова анализировались супергерои Bubble с точки зрения понятия «пост-человека» в массовой культуре — оно олицетворяет сущность, которая не существовала и никогда не будет, но при этом является нечто более высоким по отношению к нынешнему человеку — как в физическом плане, обладая сверхспособностями, так и в моральном. Супергерои как явление вполне укладываются в рамки этого понятия. Выделяется три типа пост-человека — идеальное тело, которое воплощает сверхсилу (пример — Супермен), космическое тело, связанное с научной фантастикой Серебряного века комиксов, и военно-промышленное тело, которое опирается на военные технологии. Соответственно, Радова он причисляет к первому типу персонажей, поскольку, подобно Супермену, большую часть своих подвигов он совершает с помощью своих сверхсил. На образ Радова, по мнению Саудова, как и на всех супергероев Bubble в целом, также повлияли идеи русского гуманизма, в отличие от западных супергероев, которые создавались под влиянием ницшеанства, в целом не характерного русской культуре. Русский гуманизм несёт в себе идеи «соборности, всеединства и богочеловечества», что также выражено в образе Радова, который защищает Русь и черпает силы из креста, а в «Мироходцах» он и вовсе лишился своей индивидуальной силы в пользу соборности и коллективизма, так как его сила заключается в команде.
Мария Маркова в своей научной статье для издания «Вестник РГГУ», ссылаясь на Н. А. Цыркун, отметила, что для супергеройских комиксов в целом характерно отсутствие фазы истории о вступлении героя в брак и его воцарении, поскольку эти этапы человеческой жизни лишают супергероя его молодости, бессмертия. При этом Андрей Радов является примером того, как Bubble нарушает каноны американского супергеройского жанра: он спасает свою невесту Ксюшу из загробного мира, в ходе сюжета теряя бессмертие, а Ксюша, что характерно, напротив, его обретает. Затем, женившись на ней, Андрей окончательно его лишается, в конечном итоге пав от руки своего друга Бесобоя. Кроме того, она отметила, что Радов не очень похож на стандартного главного героя произведения супергеройского жанра, и он мог бы вполне функционировать в другом жанре, в обычном фэнтези.

### Коллекционные издания

#### Инок
- Инок — Проданная реликвия — Книга 1. — Bubble Comics, Октябрь 2014. — Т. 1 (№ 1—6) и доп. материалы. — 232 с. — (Инок). — ISBN 978-5-9906506-5-7.
- Инок — Зверь во мне — Книга 1. — Bubble Comics, Июль 2015. — Т. 4 (№ 18—21) и доп. материалы. — 232 с. — (Инок). — ISBN 978-5-9906506-9-5.

#### Мироходцы
- Мироходцы — Книга 1: Кровь богов. — Bubble Comics, Сентябрь 2017. — Т. 1 (№ 1—6 + «Пешки») и доп. материалы. — 216 с. — (Мироходцы). — ISBN 978-5-9908710-3-8.